# 滨江高教园区

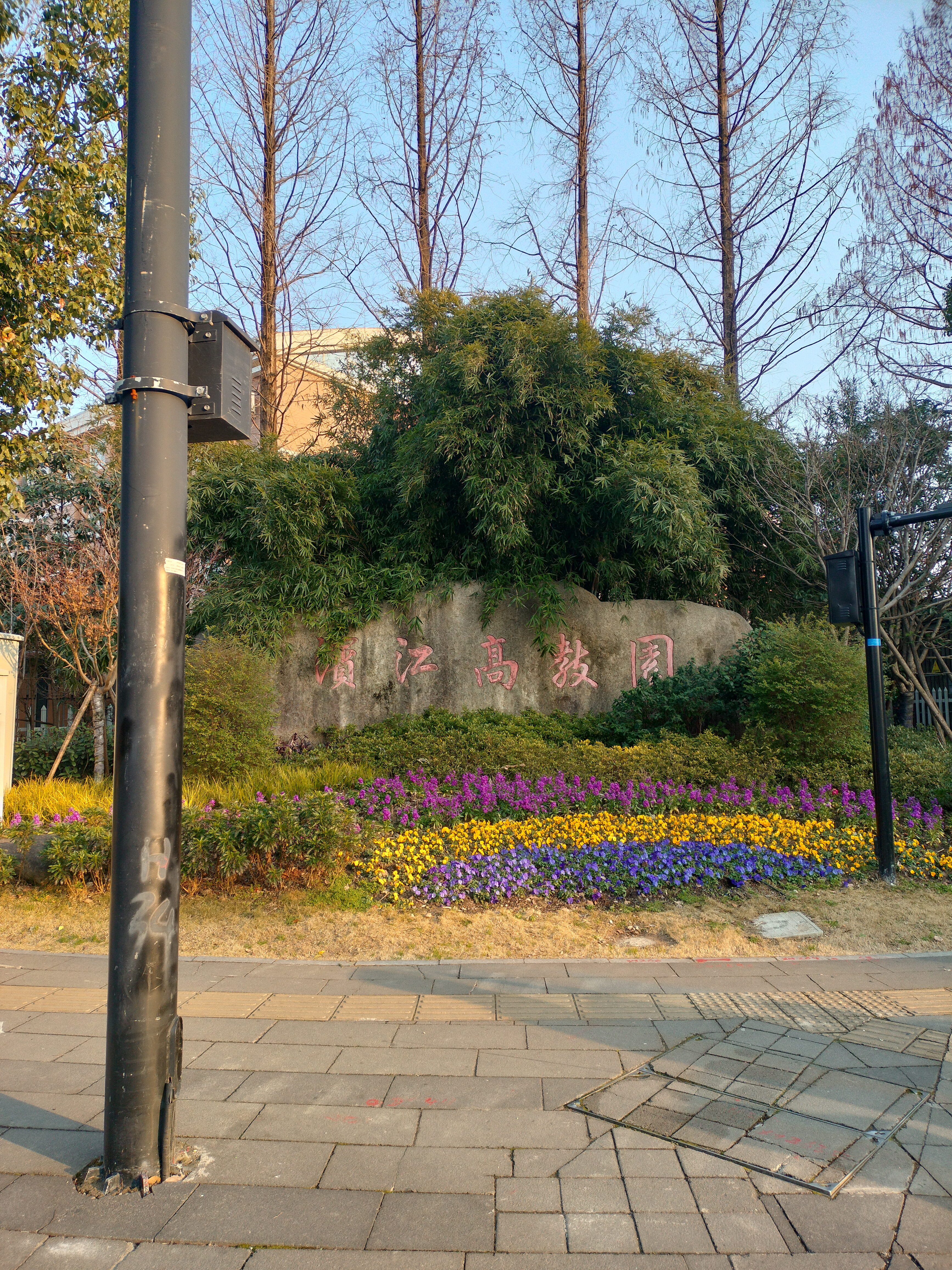
滨江高教园

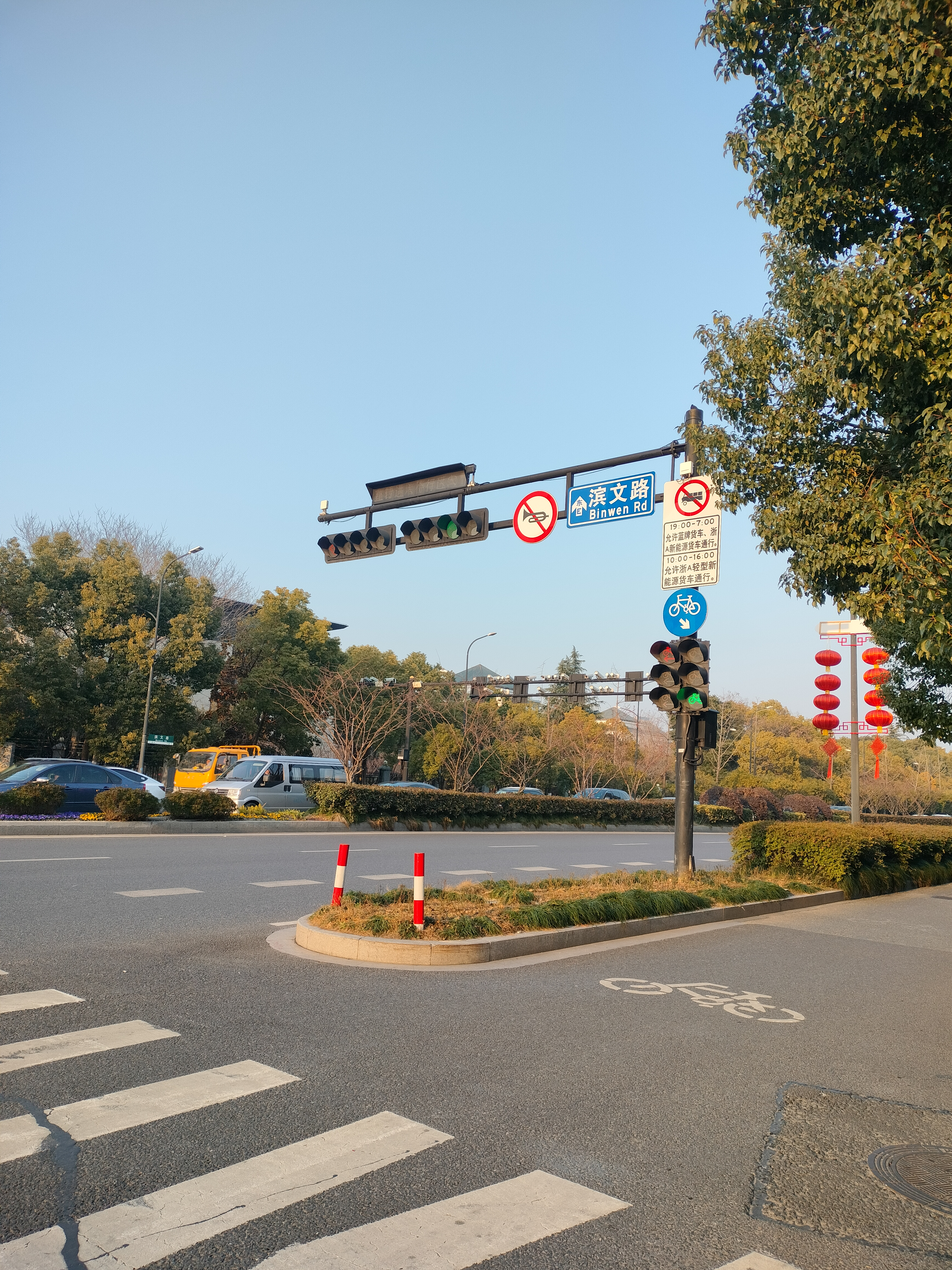
滨文路

滨江高教园区又名滨文高教园，是杭州市的一个高教园区，位于滨江区浦沿街道滨文路南北两侧，2000年建立。入驻有浙江中医药大学（2000年3月迁入）、浙江警察学院（2000年迁入）、杭州医学院（2002年9月迁入）、浙江商业职业技术学院、浙江机电职业技术学院和浙江艺术职业学院共六所院校。